# El último hincha peruano
El último hincha peruano es un programa de televisión de concursos y entretenimiento, producido por Latina Televisión. El programa es presentado por Jazmín Pinedo y  Cristian Rivero. Es un programa dedicado al entretenimiento y concursos, teniendo como premio ganarse un boleto pagado al mundial de Rusia 2018.

## Concepto
El último hincha peruano es un programa de entretenimiento y concurso, que solo durará veinte programas y donde todos los peruanos podrán participar simplemente estando activos en sus redes sociales.

### Presentadores
| Presentadores   | Años          |
| --------------- | ------------- |
| Cristian Rivero | (2018 - 2018) |
| Jazmín Pinedo   | (2018 - 2018) |